# Xinshi, Anhui
Xinshi (kinesiska: 新市) är en köping i östra Kina. Den ligger i stadsdistriktet Bowang i staden Ma'anshan i provinsen Anhui,  omkring 140 kilometer öster om provinshuvudstaden Hefei. Antalet invånare är 34 626. Befolkningen består av 16 468 kvinnor och 18 158 män. Barn under 15 år utgör 17,0 %, vuxna 15-64 år 72 %, och äldre över 65 år 10,0 %.